# Померанцев Святослав Валентинович
| Народився  | 15 липня 1974 (49 років)                    |
| Країна     | 🇺🇦 Чернівці, Україна                        |
| Діяльність | культурний менеджер, видавець               |
| Alma mater | ЧНУ імені Юрія Федьковича                   |
| Знання мов | українська, англійська, російська           |
| Заклад     | Meridian Czernowitz                         |
| Нагороди   | «За заслуги перед Австрійською Республікою» |

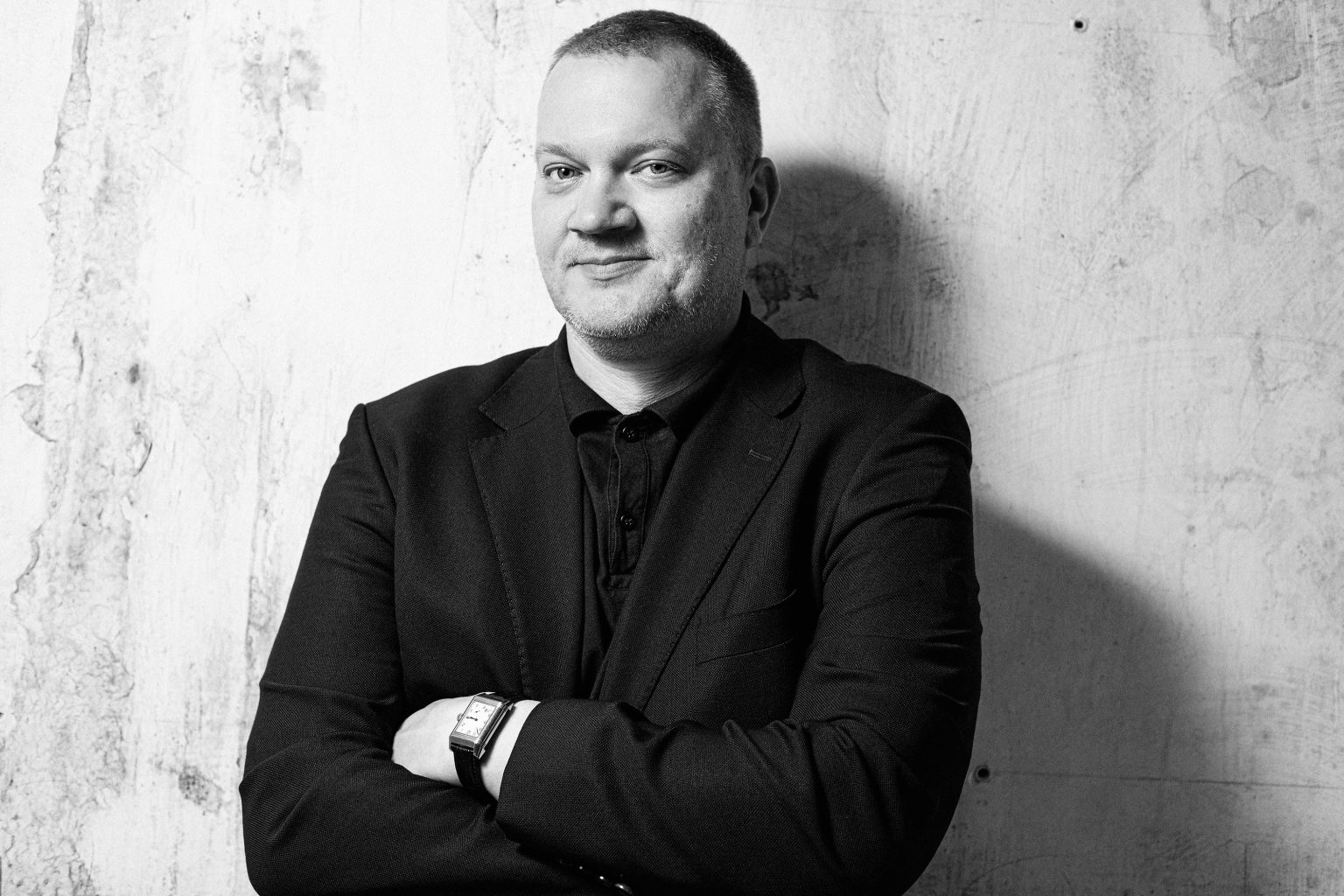
Померанцев Святослав Валентинович

Святослав Валентинович Померанцев (народився 15 липня 1974 року, м. Чернівці, Україна) ― культурний менеджер, видавець, президент Міжнародної літературної корпорації Meridian Czernowitz, до складу якої входить Міжнародний поетичний фестиваль Meridian Czernowitz, Літературний целанівський центр та видавництво Meridian Czernowitz (у м. Чернівці, Україна), громадський діяч.
Після закінчення навчання у Чернівецькому національному університеті імені Юрія Федьковича (на фізичному та економічному факультетах) обіймав керівні посади на комерційних підприємствах у сфері торгівлі нафтопродуктами та будівництва (проєктування, інсталяція, обслуговування систем внутрішньої інженерії в будівництві та промисловості). 
У 2010 році заснував українсько-німецький міжнародний поетичний фестиваль Meridian Czernowitz, метою якого є повернення Чернівців на культурну мапу Європи та розвиток і сприяння діалогу між українськими письменниками, перекладачами, культурними менеджерами й журналістами та їхніми закордонними колегами з Австрії, Німеччини, Швейцарії, Польщі, Ізраїлю, Румунії, Молдови, Франції, США.
У 2011 році заснував видавництво Meridian Czernowitz, авторами якого є відомі та цікаві українські письменники та письменниці ― Юрій Андрухович, Сергій Жадан, Оксана Забужко, Андрій Любка, Ігор Померанцев, Ірена Карпа, Юрій Іздрик, Таня Малярчук, Тарас Прохасько, Катерина Калитко, Володимир Рафєєнко, Ірина Цілик, Артем Чех, Борис Херсонський, Григорій Семенчук, Катерина Бабкіна, Дмитро Лазуткін, Остап Сливинський та інші. 
З 2012 року організовує авторські зустрічі та поетичні вечори для українських авторів закордоном ― в Австрії, Німеччині, Швейцарії, Франції, Італії, Іспанії, Люксембургу, Бельгії, Польщі, Чехії. Під керівництвом Святослава Померанцева Meridian Czernowitz бере участь у найвідоміших світових книжкових ярмарках ― Лейпцизькому книжковому ярмарку (з 2012 р.), Франкфуртському книжковому ярмарку (з 2015 р.), Віденському книжковому ярмарку (з 2017 р.) із власними стендами та літературними заходами.
У 2013 році заснував Літературний целанівський центр ― літературний дім, який має ім’я відомого німецькомовного поета єврейського походження Пауля Целана і присвячений популяризації багатонаціональної та багатомовної літератури Буковини (особливо німецькомовної), а також сучасної української літератури. Літературний целанівський центр, де щорічно відбувається понад 200 дискусійних, мистецьких та культурних заходів, є одним із центрів культурного життя міста з регіональними, національними та міжнародними партнерствами.
У 2015 році ініціював проєкт «Мережа», який об'єднав 33 міста України і їхніх культурних операторів та налагодив співпрацю між менеджерами культури по усій Україні з метою популяризації читання, організації всеукраїнських турів українських письменників та їхніх виступах у містах мережі.
У 2019 році Святослав Померанцев отримав Почесний знак «За заслуги перед Австрійською Республікою». 
Організовує та курує міжнародними та національними книжковими проектам та культурними проектами, що мають на меті підтримку і популяризацію сучасної української літератури.
1. ↑  У Чернівцях презентували приміщення Целанівського центру. Новини Чернівці: Інформаційний портал «Молодий буковинець». Процитовано 3 липня 2024.
2. ↑  Paul Celan Literaturzentrum | Мiжнародна лiтературна корпорацiя MERIDIAN CZERNOWITZ (укр.). Процитовано 3 липня 2024.
3. ↑  У 14 українських містах створили «Літературну мережу». chytomo.com (укр.). 19 вересня 2022. Процитовано 3 липня 2024.
4. ↑  Проект “Мережа” | Мiжнародна лiтературна корпорацiя MERIDIAN CZERNOWITZ (укр.). Процитовано 3 липня 2024.
5. ↑  Святослав Померанцев отримав срібний орден від Австрійської Республіки. chytomo.com (укр.). 6 вересня 2019. Процитовано 3 липня 2024.
6. ↑  Новини Корпорації | Мiжнародна лiтературна корпорацiя MERIDIAN CZERNOWITZ (укр.). Процитовано 3 липня 2024.